# الجبل العارض (الحيمة الخارجية)

تعديل مصدري - تعديل

الجبل العارض هي إحدى قرى عزلة الاعمور بمديرية الحيمة الخارجية التابعة لمحافظة صنعاء، بلغ تعداد سكانها 22 نسمة حسب تعداد اليمن لعام 2004.